# Wiesław Ziaja
Wiesław Szczepan Ziaja (ur. 10 października 1956 w Huwnikach) – polski geograf, profesor zwyczajny, specjalista z zakresu geografii fizycznej i ekologii krajobrazu.

## Życiorys
Syn Jana i Stefanii z d. Frankiewicz. W 1979 ukończył studia geograficzne na Uniwersytecie Jagiellońskim. W 1988 obronił pracę doktorską. W 1999 uzyskał stopień doktora habilitowanego na podstawie rozprawy Rozwój geosystemu Sørkapplandu, Svalbard. 23 kwietnia 2009 uzyskał tytuł profesorski. Pełni funkcję kierownika Zakładu Geografii Fizycznej w Instytucie Geografii i Gospodarki Przestrzennej UJ. W latach 2005–2008 pełnił funkcję zastępcy dyrektora Instytutu d.s. nauki i współpracy międzynarodowej.
Członek Komitetu Badań Polarnych PAN oraz Komisji Geograficznej PAU. Wiceprzewodniczący Polskiego Konsorcjum Polarnego. Pełni funkcję redaktora naczelnego Prac Geograficznych. Wypromował cztery prace doktorskie. Jego zainteresowania badawcze obejmują kwestie geokompleksów, zróżnicowania i funkcjonowania środowiska przyrodniczego, ochrony krajobrazu, a także geograficznych uwarunkowań ochrony przyrody.
Jest żonaty (żona Jadwiga), ma troje dzieci.

## Publikacje
- 1999: Rozwój geosystemu Sørkapplandu, Svalbard
- 2007: Northeastern Sørkappland landscape dynamics (Spitsbergen, Svalbard) = Dynamika krajobrazu północno - wschodniego Sørkapplandu (Spitsbergen, Svalbard)
- 2011: Transformation of the natural environment in Western Sørkapp Land (Spitsbergen) since the 1980s